# Eugenio Lazzarini

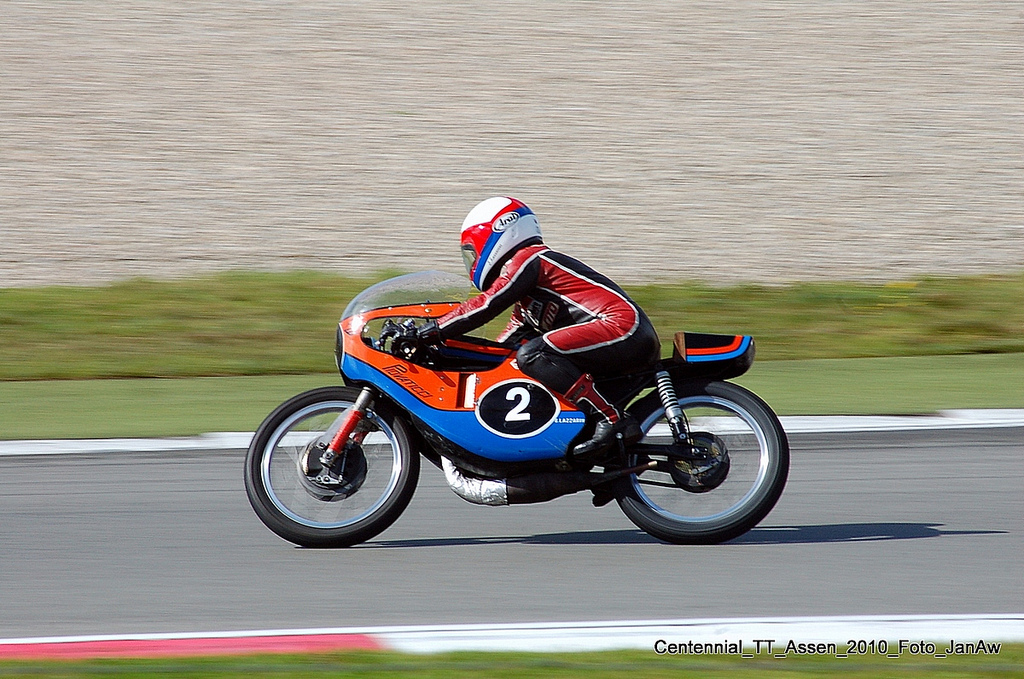
Eugenio Lazzarini auf 50-cm³-Piovaticci bei der Centennial Classic TT 2010 in Assen

Eugenio Lazzarini (* 26. März 1945 in Urbino (PU)) ist ein ehemaliger italienischer Motorradrennfahrer.
Er zählt zu den erfolgreichsten Piloten der 1970er Jahre und gewann in seiner Karriere drei Weltmeistertitel in der Motorrad-Weltmeisterschaft.
2003 wurde Eugenio Lazzarini vom damaligen Staatspräsidenten Carlo Azeglio Ciampi der Titel Commendatore dell’Ordine al Merito della Repubblica Italiana verliehen.

## Karriere
Eugenio Lazzarinis Karriere in der Motorrad-WM startete in der Saison 1969, er nahm an zwei 50-cm³-Grand-Prix auf Benelli und einem 250-cm³-Lauf auf Morbidelli teil. In den folgenden Jahren fuhr er nur wenige Rennen, meist in der 125er-Klasse.
1973 bestritt Lazzarini seine erste volle Saison in der 125-cm³-Klasse. Bei der Dutch TT in Assen konnte er auf Maico seinen ersten Grand-Prix-Sieg feiern. In der Gesamtwertung erreichte er mit 59 Punkten Rang fünf. Im folgenden Jahr startete der Italiener wiederum nur bei zwei 125er-Rennen.
In der Saison 1975 trat Eugenio Lazzarini sowohl in der 50-cm³- als auch in der 125-cm³-Klasse auf Piovaticci an und konnte mit einem Sieg und sechs Podien WM-Rang zwei bei den 50ern feiern; in der Viertelliter-Klasse wurde er Fünfter.
In den folgenden Jahren startete Lazzarini, mit Ausnahme der Saison 1981, jeweils in der 50er- und in der 125er-Klasse. In der Saison 1978 wurde er 125-cm³-Weltmeister auf MBA, in den Jahren 1979 und Saison 1980 gewann er den Titel in der 50-cm³-Klasse auf Kreidler bzw. Kreidler-Van Veen.
Ab der 1982 trat Lazzarini für Garelli an und fuhr bis zu seinem Karriereende im Jahr 1984 noch vier weitere Vizeweltmeisterschaften ein.
Mit 81 Platzierungen unter den drei Ersten in 132 Grand Prix schaffte es Lazzarini, in mehr als 60 % der Rennen, an denen er teilnahm, aufs Podium zu fahren.

## Statistik

### Erfolge
- 1973 – Italienischer 125-cm³-Meister auf Piovaticci
- 1975 – 50-cm³-Vize-Weltmeister auf Piovaticci
- 1976 – Italienischer 50-cm³-Meister auf Kreidler
- 1977 – Italienischer 125-cm³-Meister auf Morbidelli
- 1977 – 50-cm³-Vize-Weltmeister auf Kreidler und 125-cm³-Vize-Weltmeister auf Morbidelli
- 1978 – Italienischer 50-cm³-Meister auf Kreidler
- 1978 – 125-cm³-Weltmeister auf MBA und 50-cm³-Vize-Weltmeister auf Kreidler
- 1979 – 50-cm³-Weltmeister auf Kreidler
- 1980 – 50-cm³-Weltmeister auf Kreidler-Van Veen
- 1982 – 50-cm³-Vize-Weltmeister und 125-cm³-Vize-Weltmeister auf Garelli
- 1983 – 50-cm³-Vize-Weltmeister auf Garelli
- 1984 – 125-cm³-Vize-Weltmeister auf Garelli
- 27 Grand-Prix-Siege

### In der Motorrad-Weltmeisterschaft
| Saison | Klasse  | Motorrad          | Rennen | Siege | Zweiter | Dritter | Poles | Punkte | Ergebnis    |
| ------ | ------- | ----------------- | ------ | ----- | ------- | ------- | ----- | ------ | ----------- |
| 1969   | 50 cm³  | Morbidelli        | 2      | –     | –       | –       | –     | 6      | 21.         |
| 1969   | 250 cm³ | Benelli           | 1      | –     | –       | –       | –     | 4      | 33.         |
| 1970   | 50 cm³  | Morbidelli        | 2      | –     | –       | –       | –     | 9      | 12.         |
| 1970   | 125 cm³ | Morbidelli        | 1      | –     | –       | –       | –     | 5      | 31.         |
| 1971   | 125 cm³ | Maico             | 2      | –     | –       | –       | –     | 3      | 32.         |
| 1972   | 125 cm³ | Maico             | 4      | –     | –       | –       | –     | 22     | 11.         |
| 1973   | 125 cm³ | Piovaticci        | 8      | 1     | –       | 1       | –     | 59     | 5.          |
| 1974   | 125 cm³ | Piovaticci        | 2      | –     | –       | –       | –     | 9      | 20.         |
| 1975   | 50 cm³  | Piovaticci        | 7      | 1     | 3       | 2       | 7     | 61     | 2.          |
| 1975   | 125 cm³ | Piovaticci        | 8      | –     | –       | 3       | 1     | 47     | 5.          |
| 1976   | 50 cm³  | Morbidelli        | 7      | –     | 1       | 3       | –     | 53     | 4.          |
| 1976   | 125 cm³ | Morbidelli        | 6      | –     | –       | 1       | –     | 26     | 7.          |
| 1977   | 50 cm³  | Kreidler          | 6      | 2     | 2       | 1       | 3     | 72     | 2.          |
| 1977   | 125 cm³ | Morbidelli        | 9      | 1     | 6       | 1       | 1     | 105    | 2.          |
| 1978   | 50 cm³  | Kreidler          | 5      | 2     | 2       | 1       | 3     | 64     | 2.          |
| 1978   | 125 cm³ | MBA               | 10     | 4     | 3       | 1       | 5     | 114    | Weltmeister |
| 1979   | 50 cm³  | Kreidler          | 5      | 5     | –       | –       | 4     | 75     | Weltmeister |
| 1979   | 125 cm³ | MBA               | 4      | –     | –       | –       | –     | 22     | 15.         |
| 1980   | 50 cm³  | Kreidler-Van Veen | 6      | 2     | 2       | 2       | 1     | 74     | Weltmeister |
| 1980   | 125 cm³ | Iprem             | 2      | –     | –       | –       | –     | 8      | 17.         |
| 1981   | 125 cm³ | Iprem             | 1      | –     | –       | –       | –     | 8      | 18.         |
| 1982   | 50 cm³  | Garelli           | 5      | 3     | 2       | –       | 1     | 69     | 2.          |
| 1982   | 125 cm³ | Garelli           | 9      | 2     | 4       | –       | 3     | 95     | 2.          |
| 1983   | 50 cm³  | Garelli           | 5      | 3     | 2       | –       | 2     | 69     | 2.          |
| 1983   | 125 cm³ | Garelli           | 7      | 1     | 4       | –       | 3     | 67     | 3.          |
| 1984   | 125 cm³ | Garelli           | 8      | –     | 4       | 3       | 1     | 78     | 2.          |
| Gesamt | Gesamt  | Gesamt            | 132    | 27    | 35      | 19      | 35    | 1224   |             |